# Thiviers
 Thiviers   es una población y comuna francesa, situada en la región de Aquitania, departamento de Dordoña, en el distrito de Nontron. Es el chef-lieu del cantón de Thiviers.
Forma parte de la Via Lemovicensis en el Camino de Santiago.

## Demografía
| 3609 | 3838 | 4154 | 3915 | 3590 | 3261 |
| Para los censos de 1962 a 1999 la población legal corresponde a la población sin duplicidades (Fuente: INSEE [Consultar]) |      |      |      |      |      |

## Hermanamientos
Está hermanada con la villa de Cistierna en España. Y con la villa de Javea (Alicante) en España.